# Gloine (Fluss)
Die Gloine ist ein Fluss im Landkreis Jerichower Land in Sachsen-Anhalt. Der Fluss gehört in seinem Verlauf zum FFH-Gebiet Ringelsdorfer-, Gloine- und Dreibachsystem (FFH0055), das im Übergangsbereich vom Hochfläming zum Burger Vorfläming liegt.

## Geografie
Der Fluss entspringt auf dem Truppenübungsplatz Altengrabow nahe der Wüstung Gloine am Fuß des Platzberg. Hier befindet sich auch das Vogelschutzgebiet Altengrabower Heide.
Auf dem Gebiet des Truppenübungsplatzes wird der Fluss dreimal in kleineren Seen angestaut. Anschließend fließt die Gloine weiter Richtung Norden durch die Ortschaft Dörnitz.
Sie durchfließt das Naturschutzgebiet Magdeburgerforth und wird in der Ortschaft Magdeburgerforth zum Dorfteich angestaut.
Östlich der Ortschaft Wülpen verbindet sich die Gloine mit dem Ringelsdorfer Bach und wird zum Tucheimer Bach.
Der weitere Abfluss erfolgt über den Tucheimer Bach, den Parchener Bach, den Elbe-Havel-Kanal und die Elbe hin zur Nordsee.

## Flora
Bei den Gewässern stellen Bäche mit dem FFH-LRT 3260 Flüsse mit Wasservegetation (14 ha) ein Charakteristikum des FFH-Gebietes dar. Der Lebensraumtyp ist in allen drei Bachsystemen mit ihren abschnittsweise naturnahen Verläufen und Mäanderbögen ausgebildet. Der Gloinebach weist die meisten solcher Bereiche auf.
Entlang der Fließgewässer wurden Flächen mit dem FFH-LRT 6430 Feuchte Hochstaudenfluren (1,3 ha) festgestellt. Unterschiedliche Beeinträchtigungen, wie Begradigungen, angrenzende Ackernutzung, Uferausbau oder Beschattung des Gewässers, sind augenfällig. Durch Querbauwerke, wie Staue oder Sohlabstürze, wird zudem die ökologische Durchgängigkeit der Fließgewässer unterbrochen.
Zwei aufgestaute Gewässer im Bereich des Gloinebaches südlich Dörnitz gehören wegen der reichlich vorhandenen kennzeichnenden Stillgewässervegetation und überwiegend naturnaher Uferbereiche zum FFH-LRT 3150 Natürliche eutrophe Stillgewässer (3 ha).

## Fauna
Biber (Castor fiber) und Fischotter (Lutra lutra) leben im FFH-Gebiet, wobei das gesamte Gewässersystem zum Habitat beider Arten gehört. Daneben wurden Mopsfledermaus (Barbastella barbastellus) und Großes Mausohr (Myotis myotis) nachgewiesen, für die die Waldflächen des Gebietes wichtige Jagdhabitate darstellen.
Weiterhin hat das Gebiet eine besondere Bedeutung als langjähriger Brutplatz des Schwarzstorches (Ciconia nigra).